# Stołowo
Stołowo – kolonia w Polsce położona w województwie mazowieckim, w powiecie mławskim, w gminie Szreńsk.
W latach 1975–1998 miejscowość należała administracyjnie do województwa ciechanowskiego.